# Bitwa na drodze Raate
Bitwa na drodze Raate – starcie podczas fińskiej wojny zimowej, pomiędzy Związkiem Radzieckim i Finlandią w styczniu 1940 roku, podczas bitwy pod Suomussalmi. Starcie to udowodniło skuteczność fińskiej taktyki motti.
W grudniu 1939 radziecka 163 dywizja zdobyła Suomussalmi, ale została okrążona, głęboko na fińskim terytorium. Z pomocą została wysłana 44 dywizja radziecka (ukraińska). Podczas bitwy na drodze Raate, 9 dywizja fińska pułkownika Hjalmara Siilasvuo zniszczyła całkowicie 44 dywizję radziecką.                                                                               

## Wprowadzenie
Podczas bitwy pod Suomussalmi, Finowie przecięli drogę Raate 11 grudnia 1939. Akcja ta odcięła drugą linię zaopatrzeniową radzieckiej 163 dywizji w mieście Suomussalmi. Pozostałą drogę zaopatrzeniową Finowie odcięli 13 grudnia, więc Rosjanie byli zmuszeni dostarczać zaopatrzenie poprzez Jezioro Kiantajärvi.
163 dywizja radziecka została prawie całkowicie odcięta w Suomussalmi i ponosiła wielkie straty. Sytuacja stała się jeszcze gorsza, gdy 20 grudnia dowódca 163 dywizji Andriej Zelencow dostał pozwolenie na wycofanie się z Suomussalmi. Część 44 radzieckiej dywizji, pierwszy batalion 305 pułku piechoty i trzeci batalion 662 pułku piechoty zostały przysłane na pomoc okrążonej 163 dywizji. Wątpliwości Zelencowa nie zostały zrozumiane w sztabie i 44 dywizja została wysłana przez drogę Raate. 
Większość historyków datuje bitwę na drodze Raate pomiędzy 1 i 7 stycznia 1940. Jednakże na drodze Raate toczyły się walki podczas całej wojny zimowej. Przed bitwą z 44 dywizją, Finowie walczyli w tym miejscu z częścią 163 dywizji. Ponadto kilka starć odbyło się na wschodniej, przygranicznej części drogi w pozostałym okresie wojny zimowej.

## Bitwa

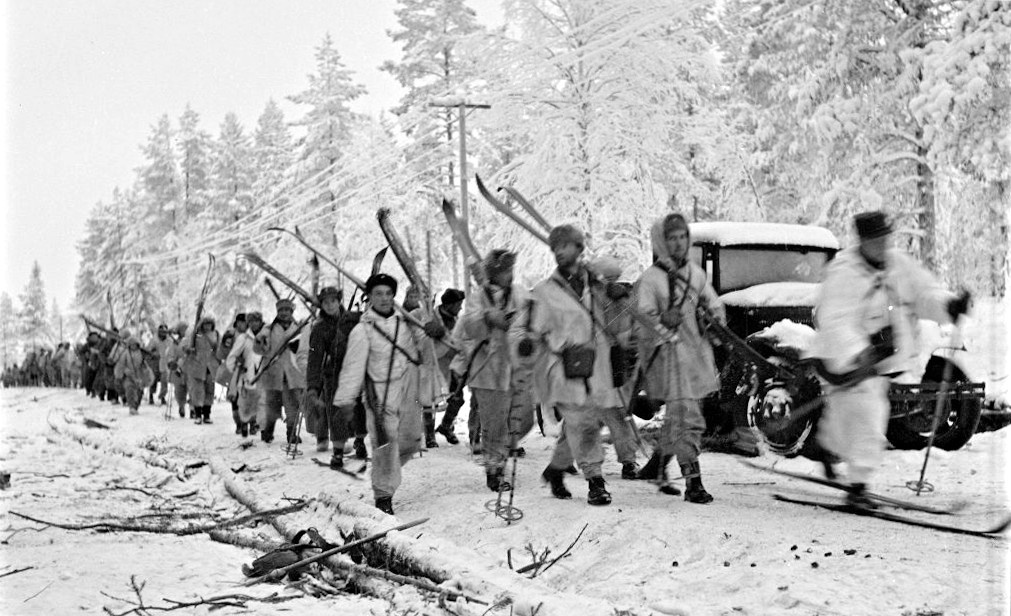
Żołnierze fińscy

Na początku bitwy, 9 dywizja fińska pułkownika Siilasvuo, zniszczyła okrążoną radziecką 163 dywizję, na drodze koło Haukila, 12 kilometrów od Suomussalmi. Decydująca bitwa rozpoczęła się przed godziną 8:30, 5 stycznia.
Fińska 9 dywizja rozdzieliła się na cztery oddziały, każdy nazwany od swojego dowódcy. Bitwa skupiła się w miejscowości Haukila, gdzie zgrupowanie Rosjan zaatakowali żołnierze oddziałów "Mandelin" i "Mäkiniemi". Ten ostatni rozpoczął natarcie w pobliżu miejscowości już parę dni przed oficjalnym atakiem. W tym samym czasie nadciągnął 3 pułk NKWD w celu wsparcia 44 dywizji. 
Następnego dnia fińscy żołnierze stawiali silny opór Rosjanom, blokując ich posiłki w kilku punktach pomiędzy radzieckimi kolumnami. 6 stycznia toczyły się ciężkie walki na całej drodze Raate, Finowie kontynuowali rozdzielanie sił radzieckiej dywizji na pojedyncze ośrodki oporu. Rosjanie usiłowali przełamać fińskie blokady przy pomocy czołgów, tracąc przy tym dużo czołgów w atakach frontalnych, ale bez sukcesów. Ostatecznie o 21:30 posiłki otrzymały spóźniony rozkaz odwrotu ku radzieckiej granicy. 
Rosjanie rozpaczliwie uciekali na północ przez jezioro Kianta. Wielu bez zimowej odzieży zamarzło. Pozostała część próbowała przedrzeć się na wschód, lecz trafili na fiński oddział "Kari". Dalej na wschodzie, oddział "Fagernäs" nie mógł zdobyć mostu. Dokonał tego 7 stycznia i zaczął blokować siły radzieckie. Przez następne dwa dni, Finowie zbierali tysiące zamarzniętych i zagłodzonych Ukraińców. 
Pozostałe zmotoryzowane oddziały dywizji uciekały ku granicy i osiągnęły ją w kilku małych grupach. 
Armia fińska zdobyła wielkie ilości sprzętu:
| Fińskie dane                       | Sowieckie dane                     |
| 4822 karabiny                      | 4340 karabiny                      |
| 106 karabinów maszynowych          | 97 karabinów maszynowych           |
| 190 lekkich karabinów maszynowych  | 252 lekkie karabiny maszynowe      |
| 71 dział i dział przeciwlotniczych | 55 dział i dział przeciwlotniczych |
| 29 dział przeciwpancernych         | 30 dział przeciwpancernych         |
| 14 karabinów przeciwpancernych     | 12 karabinów przeciwpancernych     |
| 43 czołgi                          | 37 czołgów                         |
| 10 samochodów pancernych           |                                    |
| 260 ciężarówek                     |                                    |
| 20 ciągników                       |                                    |
| 2 samochody                        |                                    |
| 1170 koni                          |                                    |

## Straty

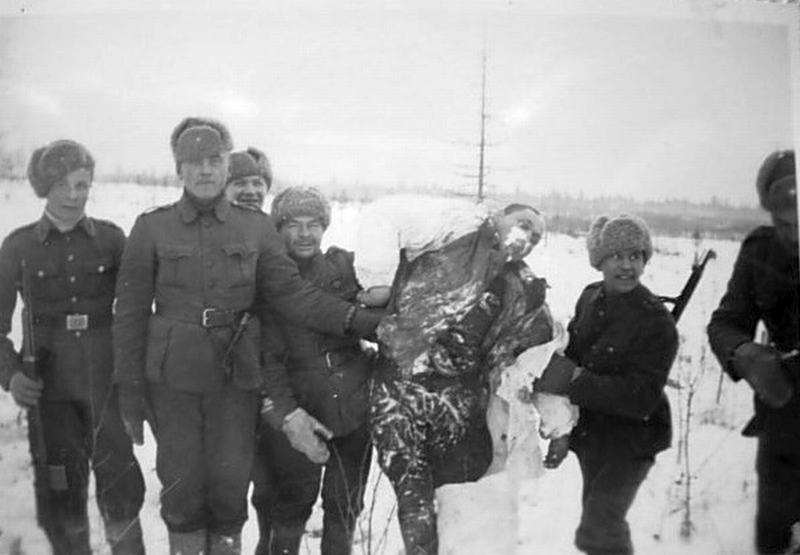
Finowie z zamarzniętym żołnierzem radzieckim

Przez wiele lat, fińscy historycy szacowali straty sowietów na 17 tysięcy. Dane te bazowały na przesłuchaniach radzieckich jeńców schwytanych w styczniu 1940. Oficerowie radzieckiego 27 pułku piechoty szacowali straty na 70%. Finowie oceniali stan osobowy 44 dywizji na 20 tysięcy ludzi. Ponadto zachodni historycy potwierdzali fińskie szacunki. Rosjanie zakwestionowali te liczby. Według ich oficjalnych szacunków stracili 900 ludzi, głównie zamarzniętych. Oceniali też straty Finów na 2 tysiące ludzi.
Wczesną wiosną 1940 Finowie spalili ciała martwych Ukraińców w krótkim czasie, w obawie przed epidemią. Masowe groby zostały oznaczone na mapie oraz postawiono na nich krzyże. W późniejszym czasie mapy zaginęły. Rosjanie poprosili Finów w okresie Wielkanocy 1940 roku o ekshumację szczątków i przewiezienie ich do Związku Radzieckiego, lecz Finowie nie zgodzili się na wpuszczenie do Finlandii radzieckich specjalistów. Jednakże Finowie przekazali Rosjanom 300 ciał z wioski Raate. Po wojnie kontynuacyjnej Rosjanie stracili zainteresowanie sprawą. Armia Czerwona okupowała podczas niej rejon drogi Raate przez krótki czas, zbierając resztki sprzętu z czasów wojny zimowej, jednak nie zebrano szczątków. Los 44 dywizji ukraińskiej pozostawał nieznany radzieckiej historiografii przez dekady.
W późniejszych czasach fińscy historycy próbowali ustalić wielkość strat radzieckich w tej bitwie. Niedawne fińskie badania wskazują na to, że Rosjanie stracili 7-9 tysięcy ludzi.
Według rosyjskiego historyka Juriego Kilina, Stawka powołała w styczniu 1940 roku komisję do zbadania wielkości strat. Komisja doniosła, że stracono 4674 żołnierzy w tym 1001 zabitych, 1430 rannych i 2243 zaginionych. Przed bitwą stan dywizji wynosił 13 962 ludzi, po bitwie 9288. Zgodnie z raportem, dywizja była niekompletna, ponieważ dwa bataliony 305 pułku piechoty były rozmieszczone w innym rejonie. Kilin wywnioskował, że niektórzy żołnierze powrócili po raporcie, dlatego liczba ofiar jest mniejsza. Późniejsze badania ukraińskiego historyka Olega Bożko dały podobne wyniki, ale używał on tych samych źródeł.
Raport Stawki został opublikowany w środku wojny zimowej. Statystyki raportu zaczynają się od 1 stycznia, gdy dywizja poniosła już ciężkie straty. Ponadto raport Stawki nie wzmiankował strat poniesionych przez inne jednostki poruszające się po drodze Raate.

## Następstwa

### Pomniki
Później na tym terenie doszło jedynie do drobnych potyczek. Dzisiaj na tym terenie stoi Pomnik Wojny Zimowej upamiętniający ofiary obu stron. Składa się on z tysięcy kamieni symbolizujących poległych Rosjan. Rosyjski pomnik powstał we wrześniu 1994, ukraiński w sierpniu 1998.

### Radzieckie egzekucje
Dowódca wojsk radzieckich Winogradow i dwóch oficerów sztabowych, Wołkow i Pachamow, wycofali się w decydującym momencie bitwy. Według raportu Stawki, ten fakt wpłynął na morale żołnierzy. Cztery dni po osiągnięciu przez nich linii radzieckich, zostali poddani sądowi wojennemu, uznani za winnych i skazani na śmierć. Egzekucja odbyła się natychmiast. Dalej Stawka podjęła decyzję o pozostaniu 44 dywizji na drodze Raate po rozbiciu 163 dywizji.
Fiński pisarz literatury faktu Leo Karttimo przeprowadził wywiad w 1991 roku z ukraińskim weteranem bitwy na drodze Raate, sierżantem Piotrem Andrejewiczem Morozowem . Według Morozowa Finowie odesłali jeńców wojennych, ale nie powrócili oni na Ukrainę, ponieważ zostali zamordowani przez NKWD latem 1940 roku.